# Torup slot
 For alternative betydninger, se Torup. (Se også artikler, som begynder med Torup)
Torup (før 1658 dansk: Torup slot) er et slot i Bare herred i Skåne i Sverige. Torup er et af Nordens bedst bevarede middelalderslotte.
Gørvel Fadersdotter (Sparre), som var enke efter rigsråd Truid Gregersen Ulfstand, lod den nuværende slotsbygning opføre i 1500-tallet ved overgangen mellem middelalderen og renæssancen. Borgen er opført i røde teglsten på et fundament af egestolper i en sø. Det er en klassisk forsvarsborg med skydeskår, skytteloft og voldgrave.
Siden kom Torup Slot til slægten Grubbe. Under Sivert Grubbe (1566-1636) blev Torup ofte besøgt af Christian IV. Borgen blev kraftig moderniseret. Kongen lod på Kirstine Munks anmodning sine soldater opdæmme en sø, der omgav slottet til 1775. I 1647 blev Torup købt af Corfitz Ulfeldt. Han var gift med Christian IV's datter Leonora Christine. Han gik senere i tjeneste hos den svenske konge efter at være flygtet fra København, hvorfra han bragte sig i sikkerhed for anslag fra Frederik III. Slottet blev taget fra ham i 1660, men i 1735 tilbagegivet til hans dattersøn Jochum Beck.
Siden 1970 har slottet Torup med slotspark og den omkringliggende bøgeskov været ejet af Malmø kommune. Der er offentlig adgang til slotsparken.